# Albert Top
Albert Top (auch Albert Topp; * 4. März 1697 in Leikanger; † 30. Oktober 1742 in Åfjord) war ein norwegischer Missionar und Linguist.

## Leben

### Jugend und Ausbildung
Albert Top war der Sohn des Glöckners Niels Albertsen und seiner namentlich nicht bekannten Frau. Er erhielt anfangs Privatunterricht von seinem Vater und besuchte später die Kathedralschule in Bergen, die er 1717 abschloss. Anschließend durfte er die Universität Kopenhagen besuchen. Am 25. Mai 1717 legte er das examen artium und am 28. Mai 1718 das Zweitexamen ab. Er studierte anschließend Theologie unter Andreas Frølundt. Am 26. September 1720 beendete er das Studium und kehrte nach Norwegen zurück. Dort wurde er als Hauslehrer für die sechs Kinder des Pastors Niels Christensen Weinwich angestellt.

### Zeit als Missionar in Grönland
Albert Top verfolgte die Aktivitäten Hans Egedes, der seit 1721 die Kolonisierung Grönlands leitete. Als er hörte, dass Egede einen Assistenten suchte, meldete er sich freiwillig für diese Aufgabe. Am 30. März 1723 wurde er als solcher angestellt. Er sollte sich vier Jahre lang in Grönland aufhalten. Da er von der Handelsdirektion und nicht vom Missionskollegium angestellt worden war, obwohl er im Missionswesen dienen sollte, entstand ein Streit zwischen den beiden Institutionen über ihre jeweiligen Zuständigkeiten, der erst 1726 durch den König gelöst werden konnte. Etwa im April 1723 wurde Top ordiniert und etwa Mitte Juni mit dem Schiff nach Grönland gesandt. Dort kam er am 30. Juli an.
Als Hans Egede 1721 nach Grönland kam, musste er zuerst lernen sich verständlich zu machen. Das einzige Wissen über die grönländische Sprache waren zwei rudimentäre Wörterlisten aus dem 17. Jahrhundert und gemeinsam mit seinen beiden Söhnen Poul und Niels versuchte er den Aufbau der Sprache und das Vokabular zu verstehen, um die Bevölkerung christianisieren zu können. Hans Egede mangelte es an sprachlichem Talent, welches Albert Top, wie sich zeigen sollte, hatte. Fortan versuchte Poul Egede, der aufgrund seines jugendlichen Alters deutlich einfacher die Sprache lernen konnte, seinem Vater und Albert Top zu vermitteln, was er gelernt hatte, während die beiden Erwachsenen die Informationen zu systematisieren versuchten. Für die Grammatik versuchten sie Paradigmen aufzustellen und nutzten hierfür das Verb nagligpoq „lieben“, wofür sie von der grönländischen Bevölkerung gemobbt wurden. Sie wurden solange gefragt, ob sie nicht langsam genug geliebt hätten, bis sie aus Frust auf ein anderes Verb umstiegen. Erst Albert Top fand heraus, dass die Sprache polysynthetisch aufgebaut war. Er wurde bald besser in der Sprache als Hans Egede und beide begannen die Bevölkerung zu unterrichten.
Am 20. Juli 1724 reiste er mit nach Nipisat, wo man eine zweite Kolonie errichten wollte. Albert Top sollte auch dort als Missionar wirken, während Hans Egede in Illuerunnerit zurückblieb. Top wurde von Egede während seiner Abwesenheit schmerzlich vermisst. Albert Top hatte hingegen so großen Erfolg bei der Bevölkerung, dass er einen grönländischen Jungen, der ihn sprachlich unterstützen sollte, am 1. Januar 1725 auf den Namen Fridrich Christian taufen konnte. Im Mai 1725 besuchte Hans Egede Albert Top in Nipisat. Im folgenden Monat kehrten alle nach Illuerunnerit zurück, da man keinen Proviant mehr hatte, und der Kolonieversuch wurde vorerst aufgegeben. Beide nahmen somit ihre gemeinschaftliche Arbeit wieder auf und führten ihre Sprachstudien weiter.
Albert Top war im Januar 1726 auf einer Missionsreise, als ihr Boot in einen Sturm geriet und sank. Eine Grönländerin und ihre Tochter ertranken, während die anderen sich auf eine Insel retten konnten, wo sie sich nass bei eisigem Wetter im Schnee eingruben und auf Hilfe warteten. Als Hans Egede vergeblich auf ihre Rückkehr wartete, ließ er nach ihnen suchen. Der Gesandte erfuhr, dass sie den Wohnplatz, an dem sie missioniert hatten, verlassen hatten und somit auf der Rückreise verschollen waren. Ein Suchtrupp fand die Schiffbrüchigen nach zwei Tagen und rettete sie. Alle erholten sich schnell.
1727 lief Albert Tops Arbeitsvertrag aus und wegen angeschlagener Gesundheit sollte er nach Europa zurückkehren. Am 2. April fuhr er mit dem Schiff ab, aber wegen der Eisverhältnisse mussten sie umkehren und Albert Top blieb in der Kolonie und missionierte weiter mit Hans Egede. Als der königliche Kommissar Christopher Jessen Petterssøn am 26. Mai in der Kolonie ankam, um den Zustand der Kolonisierung zu überprüfen, berichtete Albert Top ihm ausführlich. Da er hingegen keinerlei Informationen zu seiner Heimreise erhalten hatte, begann er daran zu zweifeln, ob er überhaupt zurückkehren sollte, und bat deswegen Hans Egede um Erlaubnis hierzu. Egede wollte ihn gerne dort behalten, aber schickte ihn auf dessen Wunsch zurück nach Europa. Albert Top fuhr am 10. Juni endgültig ab. Nach seiner Rückkehr nach Bergen reiste er weiter nach Christiania (Oslo) und berichtete ausführlich, wie die Missionierung lief. Hans Egede hatte ihn beauftragt, möglichst positiv zu berichten, und als Top dies tat, wurde beschlossen, die Missionierung fortzuführen.

### Spätes Leben
Anschließend reiste er weiter nach Kopenhagen, um einen neuen Job zu finden. Er bat um die Stelle als Pastor in Tingvoll, die er aber nicht erhielt. Dafür wurde er am 5. März 1728 zum Pastor in Åfjord ernannt. Am 17. Mai 1728 heiratete er in Bergen Anna Christina Ruus (1698–1763), Tochter des Kaplans Thomas Ruus (1657–1718) und seiner ersten Frau Inger Margrethe Schreuder (1669–1699). Er kannte sie, da sie die Stieftochter der zweiten Frau von Niels Christensen Weinwich war, deren Kinder er Anfang der 1720er Jahre unterrichtet hatte. Das Paar bekam acht Kinder. Am 6. Oktober 1742 wurde er zum Kaplan an der Nykirke in Bergen ernannt, aber starb plötzlich dreieinhalb Wochen später im Alter von 45 Jahren, bevor er sein Amt angetreten hatte, und er wurde in Åfjord begraben.
Albert Top hinterließ ein Manuskript für eine grönländische Grammatik und ein Wörterbuch, das Hans Egedes Versuch von 1725 in Ausführlichkeit und Genauigkeit um ein Vielfaches überstieg. Das Original ist verloren gegangen, aber zwei handschriftliche Kopien sind bekannt. Beide sind vermutlich Abschriften einer ebenfalls verloren gegangenen Kopie. Eine der beiden wurde im Zweiten Weltkrieg zerstört, aber war noch zuvor von Ole Solberg kopiert worden. Auf Basis dieser beiden Versionen gaben Knut Bergsland und Jørgen Rischel Tops Werk 1986 erstmals gemeinsam mit Hans Egedes Wörterlisten und Grammatik heraus.